# ويلينغتون لويس دي سوزا
ويلينغتون لويس دي سوزا (بالبرتغالية: Wellington Luís de Sousa‏) (11 فبراير 1988 في أورينهوس في البرازيل – )؛ هو لاعب كرة قدم كان يلعب كمهاجم.

## وصلات خارجية
- ويلينغتون لويس دي سوزا على موقع رابطة كرة القدم اليابانية للمحترفين (اليابانية)
- ويلينغتون لويس دي سوزا على موقع قاعدة بيانات كرة القدم.إي يو (الإنجليزية)
- ويلينغتون لويس دي سوزا على موقع Soccerway.com (الإنجليزية)
- ويلينغتون لويس دي سوزا على موقع عالم كرة القدم.نت (الإنجليزية)